# Andréa Jacobsson
Andréa Jacobsson est une ancienne joueuse suédoise de volley-ball née le 10 avril 1987  à Masthugget (Göteborg). Elle mesure 1,84 m et jouait au poste d'attaquante.

## Clubs
| Club               | De        | À         |
| ------------------ | --------- | --------- |
| RIG Falköping      | 2003-2004 | 2005-2006 |
| Sollentuna VK      | 2006-2007 | 2008-2009 |
| Engelholms VS      | 2009-2010 | 2011-2012 |
| Vannes Volley-Ball | 2012-2013 | 2012-2013 |
| SES Calais         | 2013-2014 | 2013-2014 |
| Katrineholms VK    | 2014-2015 | 2014-2015 |
| Hylte/Halmstad     | 2015-2016 | 2016-2017 |

## Palmarès
- Championnat de Suède
  - Vainqueur : 2007.
  - Finaliste : 2010, 2011, 2017.